# Martine Martine
Pour les articles homonymes, voir Martine et Lévy.
Martine Martine, pseudonyme de Martine Lévy, née à Troyes le 22 avril 1932, est une artiste peintre et sculptrice française.

## Biographie

### Famille et vie privée
Martine Lévy est la fille de Pierre et Denise Lévy, donateurs du musée d'art moderne de Troyes. Sculptrice et artiste peintre, elle est connue sous le nom de Martine Martine. Elle a étudié à l'académie Julian et à l'académie de la Grande Chaumière à Paris.
Elle épouse Léon Cligman, industriel du textile ;  2 filles, l'une de leurs filles est la magistrate Olivia Cligman, codéfenderesse de Florence Rey dans l'affaire Rey-Maupin en 1994.

### Parcours artistique
Elle participe en 1956 à une exposition de groupe à la galerie Romanet, « Cent tableaux de fleurs, de Van Gogh à Bernard Buffet ». Son œuvre est achetée par l’État. Elle refusera tout projet d’exposition pendant plus de quinze ans pour ne se consacrer qu’à son travail. Enfermée dans son atelier, à l’abri des regards et des influences extérieures, elle donne naissance à une œuvre abondante.
Au terme de cette longue période, et sur les conseils du critique d’art Claude Roger-Marx, elle présente ses toiles à la galerie parisienne de Katia Granoff en 1971. Les expositions vont dès lors se succéder à Paris (galerie Henri Bénézit, galerie Elyette Peyre), puis New York, Jérusalem, Genève, Bruxelles… Son œuvre figure dans de nombreux musées français . En 1995, le musée des beaux-arts de Béziers a inauguré une salle Martine Martine, pour y accueillir une importante donation. Depuis 2002, elle expose régulièrement à la galerie Nicolas Deman à Paris.

Peintures, lavis, sculptures, dessins, gravures : l’art de Martine Martine est multiple, à l’instar de ses thèmes favoris d’inspiration : concerts, natures mortes, portraits, chevaux, sumos… Le thème récurrent des mains occupe dans son corpus peint et sculpté une place centrale. Martine affirme volontiers que son travail relève d’un « expressionnisme nouveau ». Moussia Toulman, critique d'art, en souligne d'ailleurs la singularité. D'après elle, 

« [l'artiste] sculpte l’élan, le cri du bonheur, l’explosion de la joie, l’immatériel… Les figures qu’elle offre à notre vue n’obéissent pas aux traditions qui respectaient l’anatomie, la mesure, les proportions du corps. »

Depuis 2008, Martine décline à l’huile comme en bronze ou à la pointe sèche l’imposante effigie d’Honoré de Balzac. Le musée des beaux-arts de Tours et le musée Balzac à Saché, ont présenté du 24 mai au 28 septembre 2014 une sélection des multiples représentations de Balzac réalisées par l’artiste.

### Décorations
- Chevalier de l'ordre national du Mérite (2004)
- Commandeur de l'ordre des Arts et des Lettres (2009) ; officier (1990) ; chevalier (1983)
- Officier de la Légion d'honneur (2022)[4] ; chevalier (2011)

## Le projet de donation Cligman
En 2016, Léon Cligman et Martine Martine engagent une donation d'œuvres et d'objets d'art au musée des beaux-arts de Tours, collection dont le contenu n'a pas encore été rendu public et comprenant peut-être des œuvres dont elle est l'auteur. Sur un chiffre d'environ 1 800 œuvres estimé au départ, 1 200 d'entre elles ont été jugées « non muséables ».
Ce projet de donation est assorti d'un financement de plusieurs millions d’euros pour construire une extension du musée qui accueillera cette collection. Cette extension menaçant l'intégrité des bâtiments et du site aurait dû être baptisée « Pavillon Martine et Léon Cligman - Musée des Beaux-Arts »,,,. Le 10 novembre 2016, la Commission nationale des secteurs sauvegardés rend à l’unanimité un vœu négatif pour ce projet.
Un deuxième projet est envisagé pour accueillir cette donation au château de Tours. Le donateur souhaite alors offrir ses collections non plus à l’État, mais à un fonds de dotation privé placé sous son contrôle personnel avec un droit de regard sur la direction artistique des expositions du monument. Le 20 mars 2017, ces nouvelles exigences se heurtent au refus de la municipalité.
Fin août 2017, un troisième projet prévoit d'installer une partie de cette donation à Fontevraud-l'Abbaye dans le bâtiment de la Fannerie de l’abbaye de Fontevraud, sans qu'aucun nouveau bâtiment supplémentaire ne soit nécessaire à son accueil.
Le 23 juillet 2018, la donation est signée entre le couple, l'état et la région Pays de la Loire, comprenant 522 œuvres. Une deuxième donation portera le fonds du futur musée à 900 œuvres. Le musée d'Art moderne de Fontevraud ouvre en 2021.

## Expositions

### Collectives
- Salon d'automne
- Salon Comparaisons

### Personnelles
- Du 16 novembre 1971 au 11 décembre 1971 : Paris, galerie Katia Granoff, Martine[16]
- 1973 : Lyon, galerie Reflets
- Du 28 juillet 1973 au 20 août 1973 : Honfleur, galerie Katia Granoff, Martine[17]
- Du 27 novembre 1973 au 17 décembre 1973 : Paris, galerie Katia Granoff, Martine[18]
- Du 4 novembre 1975 au 22 novembre 1975 : Paris, galerie Henri Bénézit, Martine[19]
- Du 27 avril 1976 au 18 mai 1976 : Paris, Galatée Gallery[20], Martine[21]
- 1978 : Jérusalem, Maison de France de l'Université
- Du 4 octobre 1978 au 28 octobre 1978 : Paris, galerie Henri Bénézit, Martine[22]
- Du 7 octobre 1980 au 31 octobre 1980 : Paris, galerie Henri Bénézit, Martine - Sculptures[23]
- Du 13 juin 1982 au 1er août 1982 : musée des beaux-arts de Tours, Martine[24]
- Du 23 octobre 1982 au 13 novembre 1982 : Melun, musée des beaux-arts, Martine - peintures. dessins. sculptures[25]
- Du 15 septembre 1984 au 1er octobre 1984 : musée des beaux-arts de Béziers, Martine[26]
- 1985 : Saint-Tropez, galerie Jacqueline Fulcrand
- Du 15 janvier 1985 au 16 février 1985 : musée des beaux-arts de Carcassonne, Martine - Peintures - Sculptures[27]
- Du 8 octobre 1985 au 30 octobre 1985 : Paris, galerie Henri Bénézit, Martine[28]
- Du 13 juillet 1987 au 26 juillet 1987 : Paris, Orangerie du Luxembourg, Martine - Peintures et sculptures[29].
- Du 25 novembre 1987 au 31 janvier 1988 : Paris, Les Salons de la Rose-Croix, Paris[30]
- 1989 : New-York, Morin-Miller Galleries[31]
- Du 21 avril 1989 au 12 mai 1989 : Béziers, galerie Mercure, Martine Martine[32].
- Du 6 septembre 1990 au 22 septembre 1990 : Paris, galerie Corianne[33], Martine
- Du 7 février 1991 au 2 mars 1991 : Béziers, galerie Mercure, M. Martine[34]
- Du 2 août 1991 au 31 août 1991 : abbaye de la Chaise-Dieu, M. Martine[35]
- Du 10 octobre 1991 au 29 octobre 1991 : Paris, galerie Henri Bénézit, Martine Martine[36]
- Du 8 juillet 1993 au 26 septembre 1993 : Genève, musée de l'Athénée[37], Martine[38]
- 1993 : Marmottan
- Du 3 au 26 février 1995 : Orléans, galerie Madeleine Fraquet, Martine - Lavis, peintures, sculptures[39]
- Du 12 octobre au 11 novembre 1995 : Paris, galerie Elyette Peyre, Martine Martine
- Du 1er au 30 juin 1996 : Saint-Dié-des-Vosges, Espace Georges-Sadoul, Martine Martine[40].
- Du 20 septembre au 16 octobre 1996 : Moissac, galerie du Cloître, M. Martine, Peinture lavis sculpture[41].
- 1995 : Le musée des beaux-arts de Béziers inaugure une salle Martine Martine, pour y accueillir une importante donation
- À partir du 30 janvier 1997 : Paris, galerie Kevorkian.
- Du 21 février au 22 mars 1997 : Béziers, galerie Mercure, Martine Martine - rétrospective[42]
- Du 6 au 28 juin 1997 : Paris, mairie du XVIe, Martine Martine[43].
- Du 25 juillet au 30 septembre 1998 : Marcilhac-sur-Célé, Salle Capitulaire de l'Abbaye, Martine Martine
- Du 16 janvier au 7 mars 1999 : Sète, musée Paul Valéry, Martine Martine[44]
- Du 27 mai au 30 juin 1999 : Paris, galerie Elyette Peyre, Martine Martine - Chevaux en liberté - Peintures, Lavis, Sculptures[45]
- Du 25 février au 15 mars 2000 : Bruxelles, galerie Racine & L'Oeil, Martine Martine[46]
- Du 18 octobre au 16 novembre 2001 : Paris, galerie Elyette Peyre, Martine Martine - Les D'après[47]
- Du 28 juin au 22 septembre 2002 : Tulle, musée de Tulle, Martine Martine[48]
- Du 5 au 30 novembre 2002 : Paris, galerie Nicolas Deman, Martine Martine - Bronze et lavis
- Du 4 au 22 novembre 2003 : Paris, galerie Nicolas Deman, Sumôtori
- Du 18 mars au 18 mai 2004 : Béziers, galerie Mercure, Martine Martine
- Du 2 au 27 novembre 2004 : Paris, galerie Nicolas Deman, Bronzes et gravures
- Du 27 mai au 12 juin 2005 : Rueil-Malmaison, Atelier Grognard, Martine Martine[49]
- Du 21 novembre au 30 décembre 2005 : Paris, Espace Rachi - Galerie Claude Kelman, Martine Martine
- Du 13 au 23 décembre 2005 : Paris, galerie Nicolas Deman, Lumière et silence
- Du 10 janvier au 4 février 2006 : Paris, Galerie Nicolas Deman, Martine Martine - Gravures, sculptures
- Du 12 mai au 9 juin 2006 : Yerres, Orangerie de la Propriété Caillebotte, Martine Martine - "Les Mains"[50]
- Du 5 octobre au 2 décembre 2006 : Béziers, galerie Mercure, Martine Martine - Gravures 1974 - 2006, Sculptures[51]
- Du 22 septembre au 11 novembre 2007 : Tours, Château de Tours, Martine Martine, 50 ans de création
- Du 15 décembre 2007 au 17 janvier 2008 : Saint-Avertin, L'Annexe. Centre d'Art des Rives, Martine Martine[52]
- Du 15 janvier au 9 février 2008 : Paris, galerie Nicolas Deman, Martine Martine - Bronzes et fusains
- Du 3 au 28 mars 2009 : Paris, galerie Nicolas Deman, Martine Martine[53]
- Du 24 avril au 6 juin 2010 : Yerres, Ferme Ornée. Propriété Caillebotte, Martine Martine - Les couleurs des rêves et de la vie[54]
- Du 18 janvier au 12 février 2011 : Paris, galerie Nicolas Deman, Martine Martine - Gravures[55]
- Du 7 février au 3 mars 2012 : Paris, galerie Nicolas Deman, Bronzes et lavis
- Du 11 avril au 27 mai 2012 : Châtillon, Maison des arts, Martine Martine - De la danse au combat[56]
- Du 12 avril au 28 août 2013 : Troyes, musée d'art moderne, Martine Martine - Expression d'être[57]
- Du 1er au 26 octobre 2013 : Paris, galerie Nicolas Deman, Balzac
- Du 24 mai au 28 septembre 2014 : Tours, musée des beaux-arts et Saché, musée balzac, Balzac jour et nuit[58]
- Du 3 au 21 février 2015 : Paris, galerie Nicolas Deman, Balzac
- Du 9 au 27 février 2016 : Paris, galerie Nicolas Deman, Altérité sombre
- Du 9 au 24 avril 2016 : Troyes, médiathèque, Martine Martine, Balzac, jour après jour
- Du 7 au 27 février 2017: Paris, galerie Nicolas Deman, Martine Martine - Balzac
- Du 18 mars au 14 mai 2017: Saint-Louis, Fondation Fernet-Branca, Balzac à l'infini
- Du 11 juillet au 31 octobre 2017: Béziers, musée des beaux-arts, Martine Martine. Un regard rétrospectif

## Œuvres dans les collections publiques
- Albi, musée Toulouse-Lautrec
- Béziers, musée des beaux-arts
- Carcassonne, musée des beaux-arts
- Cholet, musée d'art et d'histoire
- Cognac, musée d'art et d'histoire
- Dunkerque, musée d'art contemporain
- Jérusalem, maison de France
- Londres, Wiener Library
- Lausanne, musée
- Paris, musée national d'art moderne Georges-Pompidou[59],[60]
- Paris, maison Balzac[61]
- Paris, musée d'histoire contemporaine
- Saint-Dié-des-Vosges, musée Pierre-Noël
- Saché, musée Balzac
- Sète, musée Paul Valéry
- Sèvres, musée national
- Tournai, musée des beaux-arts
- Tours, musée des beaux-arts
- Troyes, musée d'art moderne[62]
- Villeneuve-sur-Lot, musée de Gajac